# Dalum-Wietmarscher Moor
Das Dalum-Wietmarscher Moor ist ein Naturschutzgebiet in den niedersächsischen Gemeinden Geeste und Twist im Landkreis Emsland und Wietmarschen im Landkreis Grafschaft Bentheim.

## Allgemeines
Das Naturschutzgebiet mit dem Kennzeichen NSG WE 265 ist circa 1.580 Hektar groß. Davon entfallen 793 Hektar auf den Landkreis Emsland und 787 Hektar auf den Landkreis Grafschaft Bentheim. Das Naturschutzgebiet ist nahezu vollständig Bestandteil des EU-Vogelschutzgebietes „Dalum-Wietmarscher Moor und Georgsdorfer Moor“. Zusammen mit dem Naturschutzgebiet „Georgsdorfer Moor“ sichert es das EU-Vogelschutzgebiet. Das Gebiet steht seit dem 31. Januar 2008 unter Naturschutz. Zuständige untere Naturschutzbehörden sind die Landkreise Emsland und Grafschaft Bentheim.

## Beschreibung
Das Naturschutzgebiet liegt nordwestlich von Lingen zwischen Dalum, Wietmarschen und Twist im Internationalen Naturpark Bourtanger Moor-Bargerveen und ist Bestandteil des Bourtanger Moores. Im Nordwesten grenzt es an das Naturschutzgebiet „Hengstkampkuhlen“. Im Nordosten schließt in wenigen hundert Metern Entfernung das Naturschutzgebiet „Geestmoor“ an.
Das Naturschutzgebiet stellt ein Hochmoorgebiet unter Schutz, das zum Zeitpunkt der Unterschutzstellung teilweise noch industriell abgetorft wurde. In einem ersten Bereich endete der Torfabbau Ende 2010, in weiteren Bereichen wird er Ende 2011 und Ende 2015 eingestellt. Laut Naturschutzgebietsverordnung musste der Torfabbau bis Ende 2016 endgültige eingestellt werden. Die entsprechenden Flächen wurden nach dem Ende des Torfabbaus der Hochmoorrenaturierung zugeführt. Eine durch eine Baumschule genutzte Fläche im Süden des Naturschutzgebietes muss bis spätestens Ende 2026 aufgegeben werden.

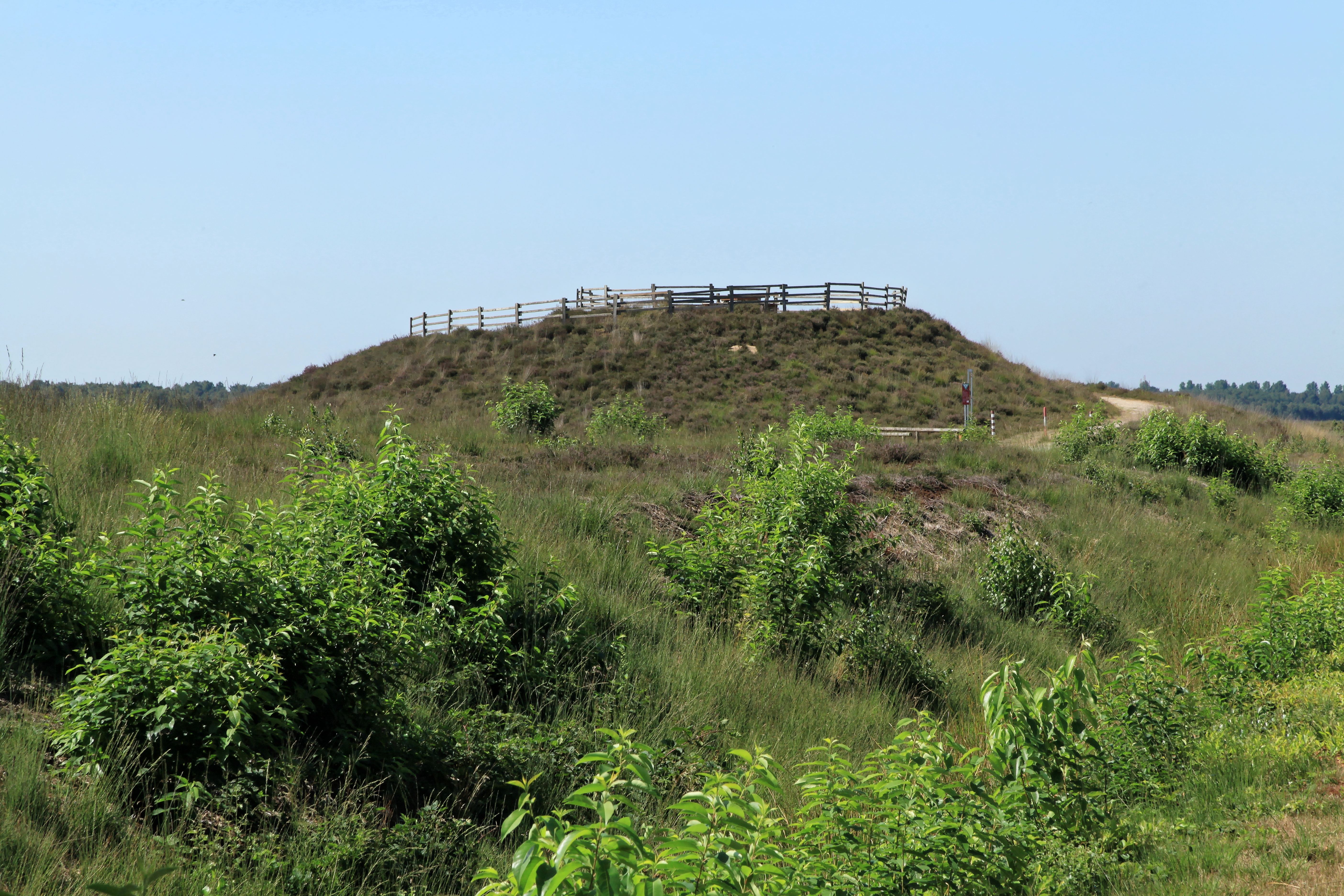
Aussichtshügel im Moor

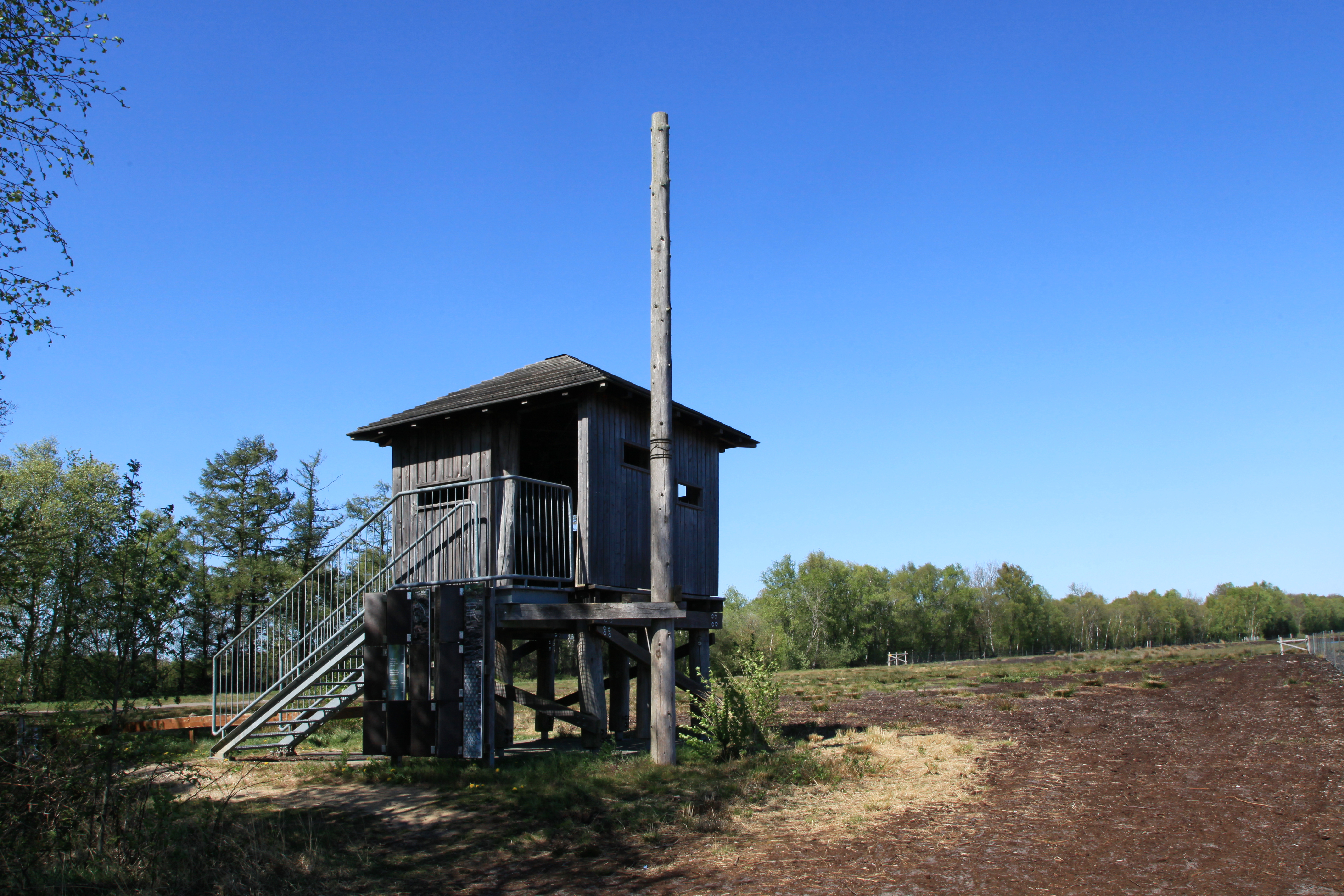
Aussichtsplattform zur Naturbeobachtung

Teile der abgetorften Moorflächen im Schutzgebiet sind bereits wiedervernässt und können sich regenerieren. In den Randbereichen des Naturschutzgebietes ist teilweise extensiv bewirtschaftetes Grünland zu finden, Teile der Bereiche sind bewaldet. Zur Pflege und um aufkommende Gehölze zurückzudrängen werden Teile des Naturschutzgebietes regelmäßig mit Schafen und Ziegen beweidet. Das Naturschutzgebiet hat als Vogelschutzgebiet eine besondere Bedeutung für Wat- und Wiesenvögel.
Entwässert wird das Gebiet zur Ems und zum Süd-Nord-Kanal.
Im Osten des Naturschutzgebietes befindet sich ein Aussichtshügel, von dem aus das Moorgebiet eingesehen werden kann. Eine weitere Aussichtsplattform insbesondere zur Vogelbeobachtung wurde im Rahmen eines Naturerlebnisprojektes mit Infotafeln in der Nähe von Füchtenfeld im Süden des Naturschutzgebietes errichtet. Im Nordwesten verläuft durch einen Teil des Schutzgebietes eine touristisch genutzte Feldbahn. Im Osten grenzt das Naturschutzgebiet streckenweise an die A 31.